# Nachal-Truppe
Die Nachal-Truppe (hebräisch להקת הנח"ל Lahakat haNachal, auch Lehakat haNachal bzw. Lahakat Nachal), benannt nach der Organisation Nachal, ist die bekannteste und erfolgreichste musikalische Truppe der israelischen Armee (IDF) und die erste, die innerhalb der IDF selbst errichtet wurde. Die Nachal-Truppe wurde im Jahre 1950 aufgestellt. Sie gilt als Nachfolgerin von HaTschisbatron (hebräisch הצ'יזבטרון), die von 1948 bis 1950 bestand, und hat Hunderte von Liedern bekannter israelischer Künstler zur Aufführung gebracht. Aus ihren Reihen sind Dutzende von bekannten Sängerinnen und Sängern sowie Unterhaltungskünstler hervorgegangen.
Unter den ehemaligen Mitgliedern der Nachal-Truppe finden sich Chaim Topol, Jair Rosenblum, Nechama Hendel, Jossi Banai, Arik Einstein, Yehoram Gaon, Uri Zohar und Jardena Arasi. Zu den Künstlern, die für die Nachal-Truppe Liedtexte geschrieben haben, zählen Sascha Argow, Naomi Shemer und Ephraim Kishon.

## Aufnahmen (Auswahl)
- Israel Music History
- Nahal Songs by The Nahal Troupe (Israel 1950's)